# Loi du 10 septembre 2018 pour une immigration maîtrisée, un droit d'asile effectif et une intégration réussie
Lire en ligne

Texte sur Légifrance

Loi du 7 mars 2016 relative au droit des étrangers en France Loi du 26 janvier 2024 pour contrôler l'immigration, améliorer l'intégration
La loi du 10 septembre 2018 pour une immigration maîtrisée, un droit d'asile effectif et une intégration réussie, communément appelée « loi asile et immigration », est une loi française adoptée par le Parlement le 1er août 2018 et promulguée le 10 septembre 2018.
Selon le gouvernement, elle poursuit trois objectifs :
- la réduction des délais d’instruction de la demande d’asile ;
- le renforcement de la lutte contre l’immigration irrégulière ;
- l’amélioration de l’accueil des étrangers admis au séjour pour leurs compétences et leurs talents.

## Principales mesures
Auditionné par les députés sur le projet de loi, le ministre de l'Intérieur Gérard Collomb explique que certaines régions françaises seraient « en train de se déconstruire parce qu’elles sont submergées par des flux de demandeurs d’asile (...) Si nous restons sans réaction, ce sont quelques centaines de milliers de personnes qu’il nous faudrait accueillir chaque année en France (...) Peut-on penser que nous pourrions construire chaque année une ville de taille moyenne pour accueillir ces réfugiés ? ».
Le projet contient plusieurs mesures restrictives qui lui valent d'être critiqué par le Défenseur des droits, Jacques Toubon, et par la Contrôleuse générale des lieux de privation de liberté, Adeline Hazan : réduction des délais impartis pour déposer un dossier de demande d'asile ou exercer un recours contentieux contre une décision de rejet, allongement de la durée maximale en centre de rétention (fixé à 90 jours par les députés contre 135 dans le projet de loi et 45 dans la législation précédente), etc. Le projet de loi vise à accélérer l'étude des demandes d'asile, mais aussi à faciliter l'expulsion des personnes déboutées. Il maintient le placement en centre de rétention des mineurs dont les parents sont expulsables.
Cependant, il ouvre aussi la possibilité pour les demandeurs d’asile de travailler dès six mois après le début de leurs démarches, selon une disposition issue du rapport du député LRM Aurélien Taché sur l’intégration des immigrés en France.
Des procédures d'application encore plus strictes sont en préparation par voies de décret, notamment pour la Guyane (département confronté à une forte immigration irrégulière venue d'Haïti) où le demandeur n'aurait que 7 jours (contre 21 dans le projet de loi) pour déposer un dossier complet en personne devant la délégation de l'OFPRA.

### Aide à l'entrée et au séjour irréguliers des étrangers
Le projet de loi élargit les exceptions prévues à l'application de l’article L 622-1, mais n'empêche pas formellement toutes nouvelles poursuites. Selon les nouvelles dispositions, le délit d'aide à l'entrée, à la circulation et au séjour irréguliers ne serait plus retenu notamment « lorsque l’acte reproché a consisté à fournir des conseils et de l’accompagnement, notamment juridiques, linguistiques ou sociaux, ou des prestations de restauration, d’hébergement ou de soins médicaux destinées à assurer des conditions de vie dignes et décentes à l’étranger ». L’exemption concerne « toute autre aide visant à préserver la dignité ou l’intégrité physique de celui-ci, ou bien tout transport directement lié à l’une de ces exceptions, sauf si l’acte a donné lieu à une contrepartie directe ou indirecte ou a été accompli dans un but lucratif ».

## Parcours parlementaire
Le 22 avril 2018, le texte est adopté en première lecture par l'Assemblée nationale par 228 voix contre 139 et 24 abstentions. Il a été approuvé par la majorité LRM-MoDem et le groupe UDI-Agir-Indépendants. Les Républicains et toute la gauche – socialistes, communistes et LFI – ont voté contre, tout comme les députés FN.
Elle est définitivement adoptée le 1er août par 100 voix contre 25.

## Impact politique

### Débats au sein du groupe LREM
Dès son évocation, ce projet entraîne un certain trouble au sein du groupe parlementaire LREM majoritaire à l'Assemblée nationale. Lors d'une question au gouvernement en décembre 2017, la députée Sonia Krimi est applaudie par l'opposition de gauche,. Lors du vote final en première lecture, le député Jean-Michel Clément vote contre et quitte le groupe LREM.
En juillet 2018, la députée Aina Kuric vote contre le projet de loi en deuxième lecture en raison de l'amendement ajouté qui modifie les conditions d'accès à la nationalité française à Mayotte,.

### Convergences entre Les Républicains et Front national
Alors que le parti Les Républicains vient de porter à sa tête Laurent Wauquiez, qui fait de l'identité et de l'immigration ses chevaux de bataille, le débat parlementaire met en évidence de fortes convergences entre les députés du Front national et ceux du groupe LR comme le dépôt d'amendements identiques ou le souhait partagé d'un référendum sur l'immigration. Le député LR Éric Ciotti souhaitait lui que « chaque année, le Parlement fixe, en fonction de l’intérêt national, des plafonds d’accueil d’étrangers par catégorie de motif de séjour ». LR organise une convention « Comment réduire l'immigration » et les députés FN applaudissent la députée LR Valérie Boyer quand elle évoque l'attentat de 2017 à la gare de Marseille.

## Suites
En avril 2019, la Cimade indique que la durée moyenne de rétention pour les personnes en attente d’expulsion reste de 12,5 jours alors que la loi prévoit la possibilité de porter ce délai à 90 jours, et que le texte « semble avoir très peu d'effet en termes d'expulsions ».